# Dino Stalker
Dino Stalker, Gun Survivor 3: Dino Crisis (яп. ガンサバイバー3 ディノクライシス Ган Сабаиба: Сури: Дино Кураисису) — видеоигра в жанре шутер от первого лица, созданная компанией Capcom и выпущенная для консоли PlayStation 2 27 июня 2002 года.

## Сюжет
Лейтенант Майк Уайрд (англ. Mike Wired) ведёт интенсивный воздушный бой во время Второй мировой войны. Самолёт Майка сильно повреждён, и Майк катапультируется. И он, кажется, обречён, пока внезапно не телепортируется. Майка атакуют доисторические летающие хищники, и у него в руках оказывается оружие. Теперь он вынужден защищать себя от армии птерозавров.
Когда Майк наконец спустился на землю, на него нападают велоцирапторы. Он идёт дальше и встречает девочку. Это дочь Дилана Пола, персонажа из предыдущей части игры «Dino Crisis». Неожиданно, на них нападают велоцирапторы. Паула (Пола) убегает, а Майк отбивается от велоцирапторов. Но велоцирапторы убегают, и появляются карнотавры. Майк отпугнул их, и они ушли.
Майк побежал за Паулой. Он садится в лодку, чтобы догнать её, но на него нападают плезиозавры. Майк плывёт, отбиваясь от плезиозавров, мозазавров и птеранодонов. Он доплыл до пещеры, где его окружили плезиозавры. Когда Майк убил одного из них, плезиозавр разрушил стену пещеры.

## Динозавры
В игре встречается 9 видов динозавров. Среди них есть птерозавры и морские рептилии:
1. Велоцираптор
2. Карнотавр
3. Тираннозавр
4. Компсогнат
5. Птеранодон
6. Овираптор
7. Мозазавр
8. Плезиозавр
9. Трицератопс

## Оценки
| Сводный рейтинг | Сводный рейтинг |
| Агрегатор       | Оценка          |
| --------------- | --------------- |
| GameRankings    | 58,14 %         |